# لويس-جورج ديسغاردين
لويس-جورج ديسغاردين هو صحفي وسياسي كندي، ولد في 12 مايو 1849 في شوديير أبالاش في كندا، وتوفي في 8 يونيو 1928 في مونتريال في كندا. نشط حزبياً في حزب كندا المحافظ. وقد انتخب عضو الجمعية الوطنية في كيبك ‏ وانتخب عضو مجلس العموم الكندي.